# Cycloptilum zebra
Cycloptilum zebra är en insektsart som först beskrevs av Rehn, J.A.G. och Morgan Hebard 1905.  Cycloptilum zebra ingår i släktet Cycloptilum och familjen Mogoplistidae. Inga underarter finns listade i Catalogue of Life.